# Pithecia chrysocephala
Pithecia chrysocephala är en primat i släktet plymsvansapor som förekommer i Brasilien. Taxonet beskrevs redan 1850 och det listades länge som underart till den vanliga sakiapan (Pithecia pithecia). Sedan 2014 är Pithecia chrysocephala godkänd som art.
Arten listas av IUCN som livskraftig (LC).

## Utseende
Honornas päls på ovansidan bildas av hår som är svarta eller mörkbruna nära roten och ljus på spetsen vad som ger ett gråaktigt utseende. På extremiteterna och på svansen finns en ljusbrun skugga. Kring ansiktet förekommer en svart krans, förutom på hjässans centrum som har en vit fläck. Innanför denna krans finns bara glest fördelade hår och huden är köttfärgad till grå. Dessutom utgörs gränsen mellan nosen och kransen av en orange strimma. Även bröstet och bukens päls har en orange färg. Händer och fötter är nästan nakna med svartaktig hud.
Hannar kännetecknas av en intensiv färgad ljus orange till rödbrun krans kring ansiktet. Huden innanför kransen är svart och det finns ett skägg av ljusa styva hår på överläppen. Alla andra delar av pälsen är hos vuxna hannar svarta, liksom de nakna händer och fötter. Hos yngre hannar förekommer flera ljusa hår eller hårspetsar i pälsen och de kan förväxlas med sakiapan eller med honor.
Tre exemplar hade en kroppslängd (huvud och bål) av 42 till 47 cm och en svanslängd av 37 till 39 cm.

## Utbredning
Arten förekommer i centrala delen av Amazonområdet norr om Amazonfloden från nedre loppet av Rio Japurá till Rio Negros mynning i Amazonfloden. En päls som förvars i Berlin hittades enligt beskrivningen från 1920-talet vid Putumayofloden (även känd som Rio Içá), alltså en bra bit längre västerut, men denna uppgift är omstridd.